# Powiat Ludwigslust
Powiat Ludwigslust (niem. Landkreis Ludwigslust) – były niemiecki powiat kraju związkowego Meklemburgia-Pomorze Przednie. Jego południową granicę stanowiła Łaba. Powiat graniczył od północy z powiatem Nordwestmecklenburg i miastem na prawach powiatu Schwerin, od wschodu z powiatem Parchim, od południowego wschodu z powiatem Prignitz leżącym w Brandenburgii, od południa z dolnosaksońskim powiatem Lüneburg, a od zachodu z powiatem Herzogtum Lauenburg w Szlezwiku-Holsztynie. Był najbardziej na zachód i jednocześnie na południe położonym powiatem kraju związkowego.
Powiat powstał w 1994 roku z połączenia dawniej istniejącego powiatu Hagenow i gmin Rastow i Stralendorf. W wyniku reformy administracyjnej Meklemburgii-Pomorza Przedniego powiat został włączony 4 września 2011 do nowo utworzonego powiatu Ludwigslust-Parchim.

## Podział administracyjny
W skład powiatu Ludwigslust wchodziły:
- cztery gminy (niem. amtsfreie Gemeinde)
- dziewięć urzędów (niem. Amt)

Gminy:
| Lp. | Nazwa           | Ludność (31.12.2008) | Powierzchnia km² |
| --- | --------------- | -------------------- | ---------------- |
| 1   | Boizenburg/Elbe | 10.628               | 47,27            |
| 2   | Hagenow         | 11.927               | 67,47            |
| 3   | Lübtheen        | 4.612                | 119,69           |
| 4   | Ludwigslust     | 12.585               | 78,30            |

Urzędy:
| Lp. | Nazwa            | Ludność (31.12.2008) | Powierzchnia km² | Liczba gmin |
| --- | ---------------- | -------------------- | ---------------- | ----------- |
| 1   | Boizenburg-Land  | 7.373                | 257,85           | 11          |
| 2   | Dömitz-Malliß    | 9.556                | 257,57           | 7           |
| 3   | Grabow           | 12.069               | 361,14           | 14          |
| 4   | Hagenow-Land     | 9.145                | 335,52           | 20          |
| 5   | Ludwigslust-Land | 8.961                | 273,55           | 12          |
| 6   | Neustadt-Glewe   | 7.718                | 127,75           | 3           |
| 7   | Stralendorf      | 11.605               | 131,54           | 9           |
| 8   | Wittenburg       | 9.041                | 184,50           | 4           |
| 9   | Zarrentin        | 9.375                | 275,28           | 5           |